# Orecta fruhstorferi
Orecta fruhstorferi là một loài bướm đêm thuộc họ Sphingidae. Loài này có ở Venezuela.
Chiều dài cánh trước vào khoảng 34 mm. Nó giống với Orecta lycidas nhưng tối hơn và mác mạnh mẽ hơn. Các phần mác phía trên cánh trước và cánh sau màu nâu sô cô la, nâu nhạt trên cánh trước hoặc nâu đỏ trên cánh sau.